# Вилорога антилопа
Вилорогата антилопа или вилорог (Antilocapra americana) е чифтокопитен бозайник и единствен съвременен представител на семейство Вилорогови (Antilocapridae). Въпреки името си обаче, тя не е същинска антилопа и представлява своеобразен преход между Еленови и Кухороги. Скорошни проучвания дори сочат много близко родство с Жирафови. Рогата ѝ са изградени от кератин, израстващ върху костна основа, като външният рогов слой се сменя всяка година.

## Общи сведения
Височина в холката около един метър. Възрастните мъжки тежат 45-60 кг, а женските – 35-45 кг. Окраската на вилорогата антилопа е жълто-кафява до червеникава с бяла задница, корем и две бели ивици на шията. Мъжките се отличават с черни очертания на бузите си и дълги до 50 см рога с едно малко разклонение и извити назад и навътре краища. Рогата на женските са много по-малки и прави. Има големи очи и много остро зрение с 320 градуса на полезрение.

## Разпространение
Разпространена е от южен Саскачеван и Албърта в Канада през САЩ (Северозападна Минесота, Тексас, Аризона) до Сонора, Долна Калифорния и Сан Луис Потоси в Северно Мексико.

## Начин на живот и хранене
Живее на стада в прерията, но се среща и в пустинни местности или храсталаци. През размножителния сезон в края на лятото стадата се пръскат, за да се съберат отново в началото на зимата. Тези стада могат да наброяват повече от стотина индивида, които се движат непрекъснато в търсене на храна: треви, житни растения, клонки, дори кактуси. В полупустинните райони вилорогата антилопа понася добре жаждата, но при възможност изпива големи количества вода.

## Размножаване
През май-юни бременната женска се отделя от стадото, за да роди 1-2 малки. Те се раждат с тегло около 2 кг и са сивкави на цвят. На тримесечна възраст добиват окраската на възрастни, а рогата им се появяват в края на годината.

## Допълнителни сведения
Вилорогата антилопа е най-бързото сухоземно животно в Северна Америка. Тя може да пробяга големи разстояния, поддържайки скорост от 50 км/ч, но в случай на нужда развива до 90 км/ч, като прави големи петметрови скокове.

## Природозащитен статус
Вилорогата антилопа е вписана в Червения списък на световнозастрашените видове на IUCN като вид с малък риск.